# ريتشارد بوهومو
ريتشارد بوهومو (بالفرنسية: Richard Bohomo)‏ لاعب كرة قدم كاميروني، يلعب مع الكرامة الحمصي.

## روابط خارجية
- ريتشارد بوهومو على موقع قاعدة بيانات كرة القدم.إي يو (الإنجليزية)
- ريتشارد بوهومو على موقع Soccerway.com (الإنجليزية)